# Brunilde Tanzi
Brunilde Tanzi (Milano, 1912 – Milano, 17 gennaio 1947) è stata un'attivista e militare italiana.
Militante dei primi gruppi clandestini neofascisti di Milano nel secondo dopoguerra, fu uccisa nel 1947 dalla Volante Rossa.

## Biografia
Proveniente da una famiglia fascista (il fratello negli anni dello squadrismo fondò il settimanale Il Torchio), dopo la costituzione della Repubblica Sociale Italiana si arruolò volontaria nel Servizio Ausiliario Femminile della Xª Flottiglia MAS, secondo alcune fonti prendendo anche parte ad azioni di guerra e rastrellamenti nell'oltrepò Pavese durante la guerra civile. Alla fine della guerra fu presa prigioniera dai partigiani e sottoposta alla rasatura dei capelli.
Nell'immediato dopoguerra aderì ai Fasci di Azione Rivoluzionaria e al Partito Democratico Fascista in cui ricoprì un ruolo di primo piano partecipando all'organizzazione del trafugamento della salma di Mussolini nella notte tra 22 e il 23 aprile 1946 insieme a Domenico Leccisi. Si occupò in particolare di diffondere il foglio clandestino "Lotta fascista" e mantenne costanti rapporti con il generale Ferruccio Gatti, responsabile del neo costituito Movimento Sociale Italiano.
Leccisi nelle sue memorie la ricordò poi come "una bella ragazza slanciata, dai grandi occhi neri" e soprattutto "decisa e instancabile nel servire la causa comune". Il 9 dicembre 1946 la Tanzi era riuscita a far inserire ad un ignaro impiegato un disco in vinile con incisa la canzone Giovinezza durante le trasmissioni pubblicitarie ottenendo di far riecheggiare l'inno del Partito Nazionale Fascista su tutta la piazza del Duomo.
Il 17 gennaio 1947 l'organizzazione Volante Rossa decise la sua morte:  a trentacinque anni Brunilde Tanzi venne ferita a morte nel centro di Milano in via San Protaso con un colpo d'arma da fuoco al petto. Lo stesso giorno fu uccisa anche Eva Maciacchini militante delle Squadre d'azione Mussolini. Nonostante le modalità dell'omicidio della giovane ausiliaria suggerissero come probabili responsabili gli uomini della Volante Rossa, gli autori materiali dell'omicidio non furono mai scoperti e così non vi furono condanne.